# Thysanoplusia florina
Thysanoplusia florina är en fjärilsart som beskrevs av Achille Guenée 1852. Thysanoplusia florina ingår i släktet Thysanoplusia och familjen nattflyn. Inga underarter finns listade i Catalogue of Life.